# فریگا (شخصیت کمیک)
فریگا (به انگلیسی: Frigga) یک شخصیت خیالی در کتاب‌های کامیک منتشر شده توسط مارول کامیکس است. این شخصیت توسط نویسنده استن لی و رابرت برنشتاین و طراح جو سینت خلق شده‌است؛ که برای اولین بار، در شمارهٔ ۹۲ از مجموعه کمیک سفر به درون رمز و راز (مه ۱۹۶۳) معرفی شد. شخصیت فریگا بر اساس ایزدبانویی در اساطیر اسکاندیناوی به همین نام خلق شده‌است.
رنه روسو نقش این شخصیت را در فیلم‌های دنیای سینمایی مارول شامل: ثور (۲۰۱۱)، ثور: دنیای تاریک (۲۰۱۳) و انتقام‌جویان: پایان بازی (۲۰۱۹) ایفا کرده‌است.

## زندگی‌نامه در دنیای سینمایی مارول
فریگا در دنیای سینمایی مارول، به عنوان همسر اودین و نامادری ثور و لوکی نمایش داده شد. او مادر بیولوژیک بالدر نیز هست.
فریگا در فیلم ثور:دنیای تاریک ، زمانی که از جین فاستر در زمان حمله‌ی دارک الف‌ها محافظت می‌کرد، توسط الگریم کشته شد.